# Indiction

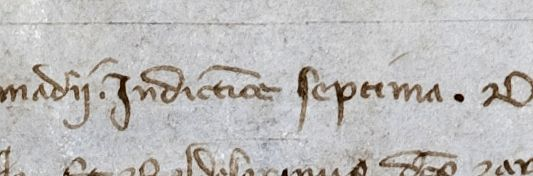
Imaginea prezintă un fragment de manuscris medieval în care este menționat termenul indiction, ilustrând modul în care acest sistem de datare în cicluri de 15 ani era folosit în documentele oficiale ale Europei medievale, atât în Est, cât și în Vest.

Un indiction (lat.: indictio) este oricare dintre anii dintr-un ciclu de 15 ani folosit până în prezent în documentele medievale din Europa , atât în Est cât și în Vest . Fiecare an dintr-un ciclu fost numerotat : primul indiction ,apoi al doilea indiction , etc. Cu toate acestea , ciclurile nu au fost numerotate , astfel este nevoie de alte informații pentru a identifica un anumit an din acest ciclu.
În cazul în care termenul a început să fie folosit ,acesta se referea doar la un ciclu complet , iar anii individuali au fost menționați ca fiind Anul 1 al Indictionului , Anul 2 al Indictionului , etc. Dar utilizarea s-a schimbat , și treptat a început să se folosească noțiunea  de primul indiction ,al doilea indiction , și așa mai departe.
Inițial,indictioanele s-au referit la o reevaluare periodică pentru un impozit agricol sau de teren la sfârșitul secolul al treilea in Egiptul roman . Acestea au fost împarțite inițial în cicluri de 5 ani începând cu anul 287 d.Hr. , apoi într -o serie de non- ciclic , care a ajuns la numarul 26 din 318 d.Hr . Dar, din 314 d.Hr. , a apărut ciclul de 15 ani . Cronica Constantinopolitană ( c. 630 d. Hr. ) atribuie primul său an la 312-313 d.Hr. , în timp ce un document copt din 933 d.Hr. alocă primul său an la 297-298 d.Hr. , un ciclu mai devreme . Ambele au fost ani din calendarul alexandrin în care prima zi a fost pe 29 august în anii iulieni nebisecți și pe 30 august, în  anii bisecți , prin urmare, fiecare fiind pe doi ani iulieni.
Indictionul a fost folosit pentru prima dată la datarea unor documente, care nu au legătură cu colectarea taxelor la mijlocul secolului al patrulea . Până în secolul al IV-lea a fost la datarea documentelor de-a lungul Mării Mediterane . În Imperiul Roman de Răsărit în afara Egiptului , prima zi a anului a fost 23 septembrie, ziua de naștere a lui Augustus . În ultima jumătate a secolului al cincilea , probabil, 462 d. Hr. , aceasta s-a mutat pe 1 septembrie , unde a rămas in tot restul Imperiului Bizantin . În 537 d.Hr. , Iustinian a decretat că toate datele trebuie să includă Indictionul prin Novella 47 , care în cele din urmă a provocat anul bizantin să înceapă anul pe 1 septembrie . Dar în vestul Mediteranei , prima zi a fost pe 24 septembrie în funcție de lucrările lui Beda Venerabilul , sau următoarele zile de 25 decembrie sau 1 ianuarie, acest indiction fiind numit Indictionul papal .
Calcularea indictionului pentru orice an din Era Creștină se face astfel
(A + 2) mod 15 + 1, unde A reprezinta orice an din Era Creștină
De exemplu, indictionul anului 2013 este 6
(2013 + 2) mod 15 + 1= 6
Astfel, cu 5 ani în urmă, 2008 a fost primul indiction
(2008 + 2) mod 15 + 1= 1